# Consolida orientalis
Consolida orientalis és una espècie de plantes amb flors del gènere dels esperons de la família de les ranunculàcies.

## Descripció
Consolida orientalis és una planta de 20-60 cm d'alçada, simple o ramificada a les parts superiors, tetrorsa i estrigosa a sota, cruixent i pubescent a sobre, alguns pèls amb glàndules, inflats a la base. Les fulles són subglabres, les inferiors es marceixen més aviat, les superiors són sèssils; totes les fulles són multifides, atapeïdes, amb segments lineals a lineal-lanceolats, d'1,5 mm d'ample, ciliades. Els raïms són densos a l'antesi, convertint-se més tard laxa. Les bràctees inferiors estan dividides, les superiors són lineals, senceres, d'entre 5 a 20 mm de llarg. Els pedicels fan de 5 a 40 mm i les bractèoles a prop del cim. Les flors són de color porpra fosc, rosa o blanc. Els seus sèpals fan entre 10 a 12 mm, arrodonits-ovats a el·líptics o lleugerament més estrets, arpes més o menys pubescents. Els esperons fan 10 mm de llarg. Els pètals són trilobulats de 8 a 10 mm de llargada, del mateix color que els sèpals, el lòbul central és ovat a oblongo-ovat, bilobulat, lòbuls laterals lleugerament més curts i arrodonits. Els filaments s'eixamplaven prop de la base, amb pèls a les puntes de les glàndules. Els fol·licles són estrigosos, de 14 a 22 mm, oblongs i cilíndrics amb alguns pèls a les puntes de les glàndules. Els estils fan entre 1,5 a 2 mm. Les llavors fan entre 1,2 a 2 mm, obpiramidals, amb fileres transversals d'escates.

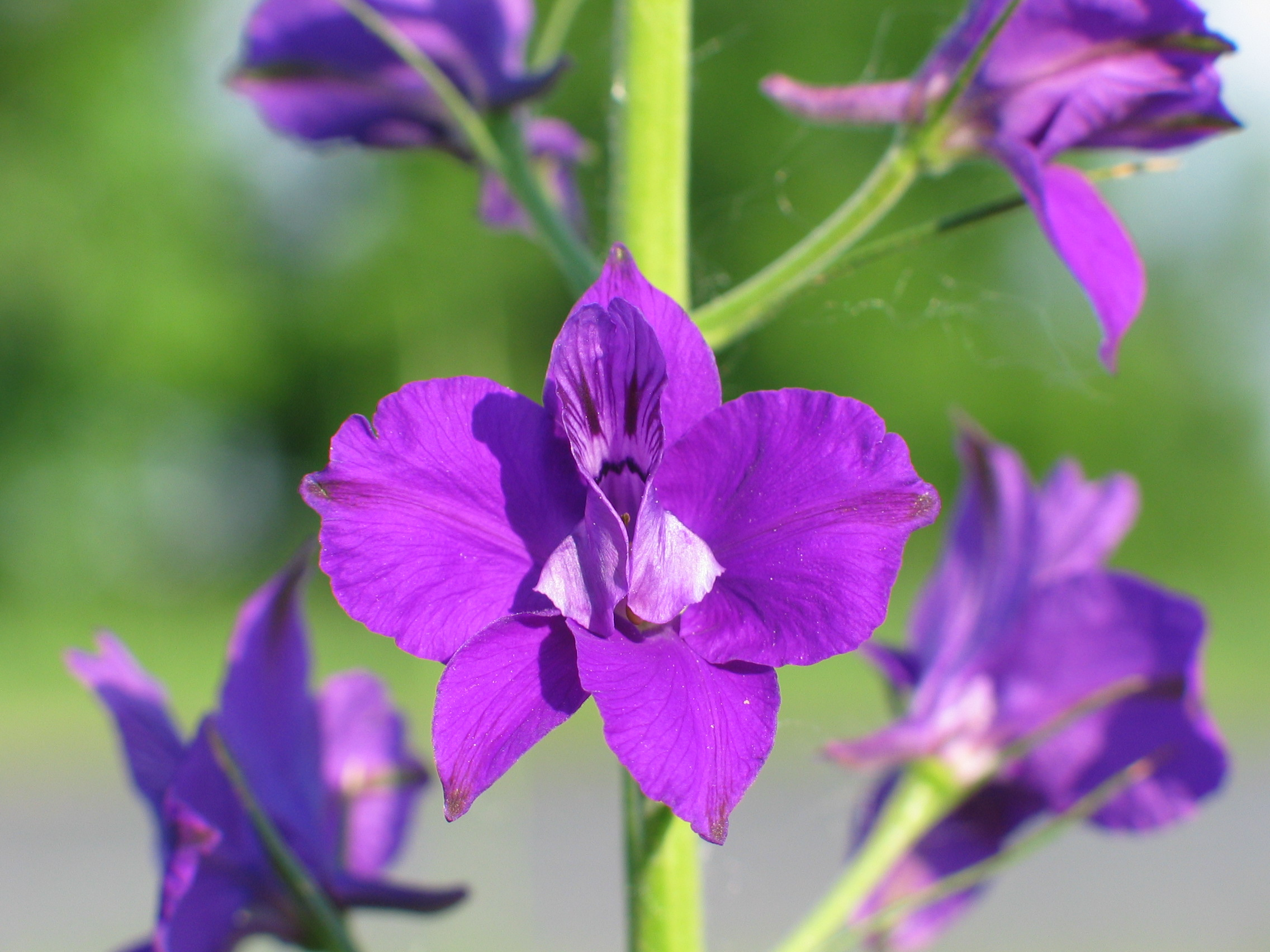
Imatge de les flors de Consolida orientalis
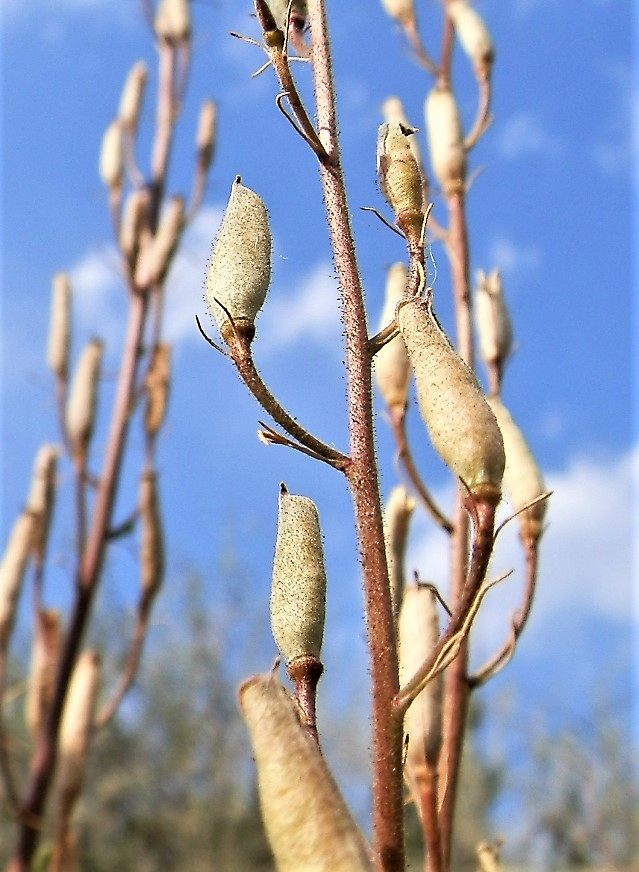
Consolida orientalis seca amb les diverses càpsules on contenen les llavors

## Distribució i hàbitat
Consolida orientalis està àmpliament distribuïda des del Mediterrani, Turquia, Caucas, el sud de Sibèria, l'Iran, Afganistan i Pakistan.

## Taxonomia
Consolida orientalis va ser descrita per (J. Gay ex-Des Moul.) Schroed. i publicat a Abhandlungen der Kaiserlich-königlichen Zoologisch-botanischen Gesellschaft in Wien 4(5): 8, a l'any 1909.
Etimologia
Vegeu:Consolida
orientalis: epítet llatí que significa "peluda".
Sinonímia
- Delphinium orientale Gay